# Aniba lancifolia
Aniba lancifolia là loài thực vật có hoa trong họ Nguyệt quế. Loài này được Kubitzki & W.A.Rodrigues miêu tả khoa học đầu tiên năm 1976.